# Valle dei laghi del Tricorno
La valle dei laghi del Tricorno (in sloveno Dolina Triglavskih jezer) è una valle delle Alpi Giulie situata all'interno del parco nazionale del Tricorno.

## Descrizione
È chiamata anche valle dei sette laghi (in sloveno Dolina sedmerih jezer), sebbene ci siano dieci laghi. Sono presenti anche dei rifugi di montagna tra i quali il Rifugio Laghi Tricorno (Koča pri Triglavskih jezerih).

## Geografia
I principali laghi:
- Lago Nero
- Lago Doppio
- Lago Grande
- Lago Podstenju
- Lago Ledvici
- Lago di Bohinj
- Lago di Bled

## Galleria d'immagini

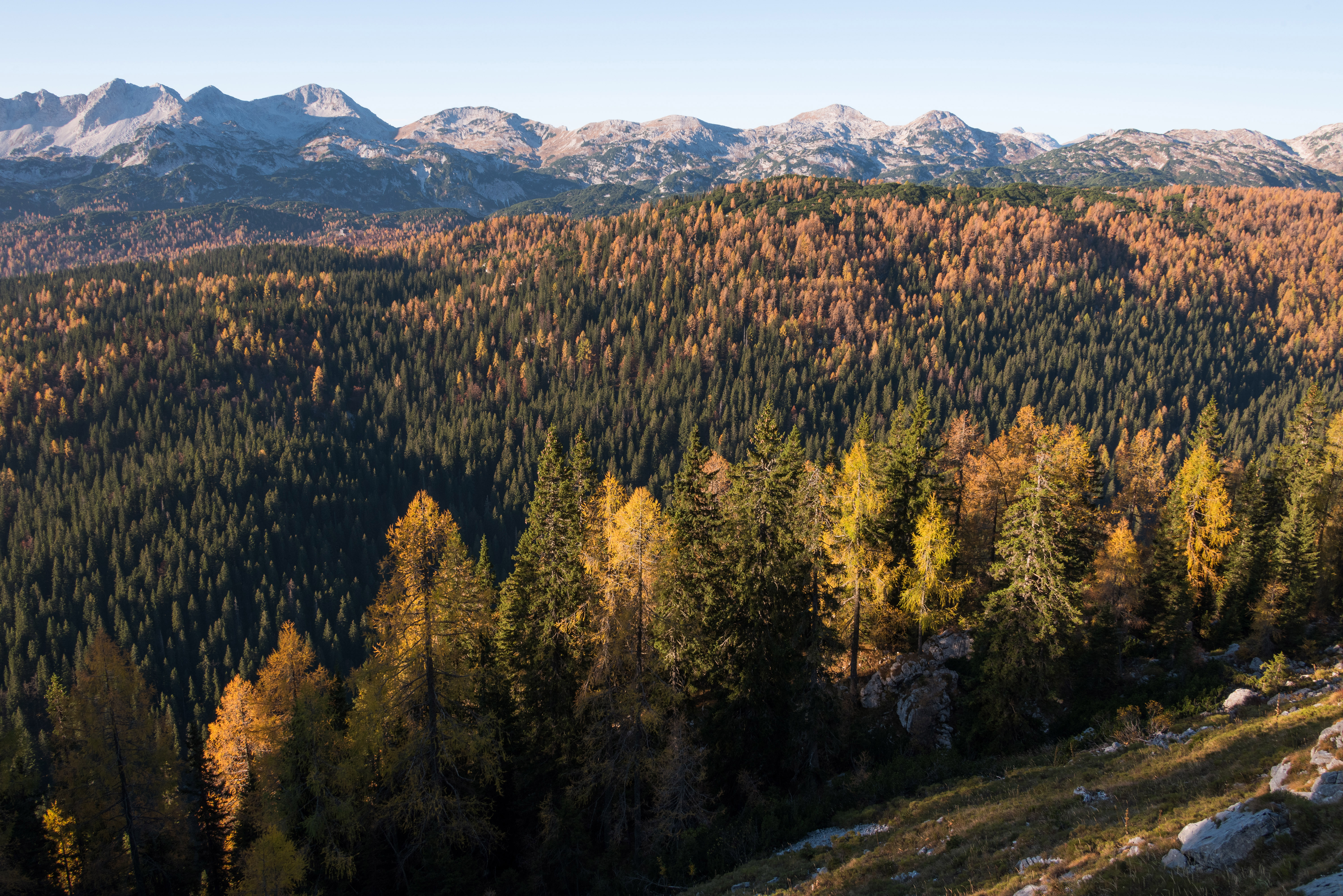
Panorama della valle in autunno
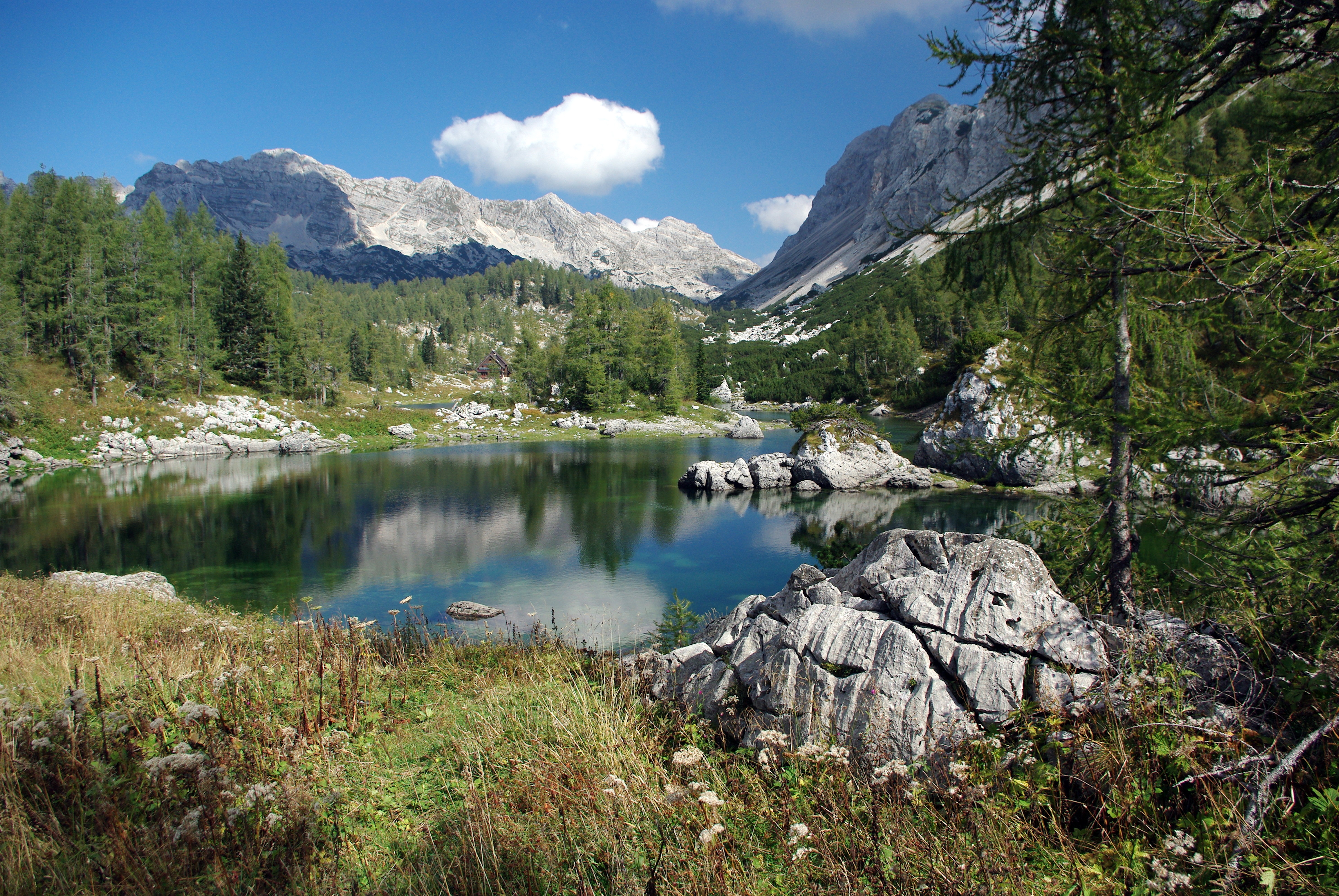
Il lago doppio